# São Paulo Futebol Clube (femminile)
Il São Paulo Futebol Clube, noto anche come São Paulo FC e in Italia come San Paolo, è una squadra di calcio femminile, sezione dell'omonimo club con sede a San Paolo, capitale dello stato brasiliano di San Paolo, nonché parte delle omonime mesoregione metropolitana e microregione.
Fondata per la prima volta nel 1997, poi più volte sciolta e rifondata, la squadra ha conquistato un titolo nazionale e due titoli del campionato paulista.

## Palmarès

### Competizioni nazionali
- Campionato brasiliano femminile di seconda divisione: 1

2019
- Coppa del Brasile femminile: 1

1997

### Competizioni statali
- campionato paulista femminile: 2

1997, 1999

## Organico

### Rosa 2021
Rosa, ruoli e numero di maglia aggiornati al 17 aprile 2021.
| N. |                    | Ruolo | Calciatrice  |
| -- | ------------------ | ----- | ------------ |
| 1  | Brasile (bandiera) | P     | Thais        |
| 2  | Brasile (bandiera) | D     | Giovana      |
| 3  | Brasile (bandiera) | D     | Natalia      |
| 4  | Brasile (bandiera) | D     | Thaís Regina |
| 5  | Brasile (bandiera) | C     | Miriam       |
| 6  | Brasile (bandiera) | D     | Ana Clara    |
| 7  | Brasile (bandiera) | C     | Carol        |
| 8  | Brasile (bandiera) | C     | Formiga      |
| 9  | Brasile (bandiera) | A     | Gláucia      |
| 10 | Brasile (bandiera) | A     | Duda         |
| 11 | Brasile (bandiera) | C     | Micaelly     |

| N. |                    | Ruolo | Calciatrice  |
| -- | ------------------ | ----- | ------------ |
| 13 | Brasile (bandiera) | D     | Letícia      |
| 14 | Brasile (bandiera) | D     | Lauren       |
| 16 | Brasile (bandiera) | D     | Natane       |
| 20 | Brasile (bandiera) | D     | Gislaine     |
| 21 | Brasile (bandiera) | C     | Naná         |
| 22 | Brasile (bandiera) | C     | Lari         |
| 25 | Brasile (bandiera) | A     | Giovana      |
| 26 | Brasile (bandiera) | C     | Yaya         |
| 28 | Brasile (bandiera) | C     | Ana Carolina |
| 30 | Brasile (bandiera) | A     | Jaqueline    |
|    | Brasile (bandiera) | C     | Maressa      |